# Nguyễn Thị Thanh An
Nguyễn Thị Thanh An (17 juni 1976) is een Vietnamese schaakster. Ze is sinds 2005 een grootmeester bij de vrouwen (WGM).  
In 2001 nam ze deel aan het 9e Aziatisch schaakkampioenschap voor vrouwen.
In 2007 en in 2011 nam ze met het vrouwenteam van Vietnam deel aan het wereldkampioenschap schaken voor landenteams.
In 2009, 2010 en in 2012 nam ze deel aan de kampioenschappen Aziatisch continent.
Via een zonetoernooi kwalificeerde ze zich voor het wereldkampioenschap schaken voor vrouwen in 2015. In de eerste ronde van het toernooi werd ze uitgeschakeld door Antoaneta Stefanova.
Eerder had ze deelgenomen aan de wereldkampioenschappen van 2000, 2004 en 2008. 
Met het Vietnamese vrouwenteam nam ze deel aan de volgende Schaakolympiades: 2000 in Istanboel, 2002 in Bled, 2004 in Calvia, 2006 in Turijn, 2010 in Chanty-Mansiejsk, 2016 in Bakoe.

## Externe koppelingen
- (en)   Informatie over schaakpartijen van Nguyễn Thị Thanh An op ChessGames.com
- (en)   Informatie over schaakpartijen van Nguyễn Thị Thanh An op 365chess.com
- (en)  FIDE-ratinggegevens voor Nguyễn Thị Thanh An